# アルコールデヒドロゲナーゼ (キノン)
アルコールデヒドロゲナーゼ (キノン)(alcohol dehydrogenase (quinone))は、次の化学反応を触媒する酸化還元酵素である。
エタノール + ユビキノン {\displaystyle \rightleftharpoons } アセトアルデヒド + ユビキノール
この酵素の基質はエタノールとユビキノンで、生成物はアセトアルデヒドとユビキノールである。
この酵素は酸化還元酵素に属し、キノンまたはその類似化合物ピロロキノリンキノンを受容体として供与体であるCH-OH基に特異的に作用する。酢酸菌の細胞表層に局在し、酢酸発酵を行う。組織名はalcohol:quinone oxidoreductaseで、別名にtype III ADH、membrane associated quinohaemoprotein alcohol dehydrogenaseがある。